# 紀元前485年
紀元前485年（きげんぜん485ねん）は、ローマ暦の年である。
当時は、「コルネリウスとウィブラヌスが共和政ローマ執政官に就任した年」として知られていた（もしくは、それほど使われてはいないが、ローマ建国紀元269年）。紀年法として西暦（キリスト紀元）がヨーロッパで広く普及した中世時代初期以降、この年は紀元前485年と表記されるのが一般的となった。

## 他の紀年法
- 干支 : 丙辰
- 日本
  - 皇紀176年
  - 懿徳天皇26年
- 中国
  - 周 - 敬王35年
  - 魯 - 哀公10年
  - 斉 - 悼公4年
  - 晋 - 定公27年
  - 秦 - 悼公6年
  - 楚 - 恵王4年
  - 宋 - 景公32年
  - 衛 - 出公8年
  - 陳 - 湣公17年
  - 蔡 - 成侯6年
  - 鄭 - 声公16年
  - 燕 - 孝公8年
  - 呉 - 夫差11年
- 朝鮮
  - 檀紀1849年
- ベトナム :
- 仏滅紀元 : 60年
- ユダヤ暦 : 3276年 - 3277年

## できごと

### ペルシア帝国
- アケメネス朝のダレイオス1世が死去し、息子のクセルクセス1世が後を継いだ。この時点で、ペルシア帝国の領土は、西はマケドニア、リディアから東はビーアス川まで広がっていた。

### シチリア
- ゲラの僭主ゲロンは、シュラクサイの最初の植民者ガモロイの子孫からの支援の要請を利用し、兄弟のヒエロ1世をゲラに残して、自身はこの街の支配者に収まった。

### 中国
- 呉・魯・邾・郯の連合軍が斉を攻撃し、鄎に進軍した。斉の田乞が悼公を殺害して講和を求めた。呉の徐承が水軍で侵入したが、斉軍に敗れて、呉軍は撤退した。
- 晋の趙鞅が斉を攻撃し、犁と轅を占領し、高唐の城郭を破壊した。趙鞅は頼まで進軍して撤退した。
- 楚の子期が陳を攻撃し、呉の季札が陳を救援した。

## 死去
- ダレイオス1世 - ペルシアの王（紀元前549年生）
- 斉の悼公